# Lijst van bewaard rollend materieel van de NMBS
Onderstaande lijst probeert een zo volledig mogelijke weergave te zijn van het rollend materieel bewaard door de NMBS of andere (Belgische) verenigingen.

## Stoomtractie
| Aanduiding   | Locatie/ Organisatie  | Rijvaardig | Opmerking |  |
| ------------ | --------------------- | ---------- | --- |  |
| Pays De Waes | Train World           |            | |  |
| Le Belge     | Train World           |            | replica van de eerste allereerste stoomlocomotief die op 5 mei 1835 het traject tussen Mechelen en Brussel-Noord aflegde. |  |
| HLV 1.002    | CFV3V                 | nee        | |  |
| HLV 10.018   | Train World           | nee        | Deze locomotief was ontworpen om zware reizigerstreinen in de Ardennen te slepen. Hij was daarvoor speciaal ontworpen en brak dan ook het record van de krachtigste stoomlocomotief. |  |
| HLV 12.004   | Train World           | nee        | |  |
| HLV 16.042   | CFV3V                 | nee        | |  |
| HLV 18.051   | Train World           | nee        | |  |
| HLV 26.101   | TSP                   |            | Deze machine is een replica op basis van een Poolse locomotief van hetzelfde type. In werkelijkheid zijn er maar 100 locomotieven van dit type geweest. Vandaar het nummer 101. |  |
| HLV 29.013   | NMBS                  | nee        | Deze locomotieven werden in Canada gebouwd na de Tweede Wereldoorlog door American Locomotive Company, Canadian Locomotive Company en Montreal Locomotive Works. Na de oorlog was er nood aan nieuwe stoomlocomotieven om de exploitatie van het net weer op gang te krijgen. De Belgische industrie had eveneens zwaar geleden onder het oorlogsgeweld en was niet in staat de schaarste op te vangen. Als deel van het Marshallplan werden er dus verschillende treinen ingevoerd vanuit de Verenigde Staten en Canada. Op 20 december 1966 sleepte deze 29.013 de allerlaatste reizigerstrein met stoomtractie in België tussen Aat en Denderleeuw. |  |
| HLV 41.195   | Stoomcentrum Maldegem | nee        | Erkend als Vlaams erfgoedtopstuk. Enige in Vlaanderen gebouwde stoomlocomotief die bewaard is. |  |
| HLV 5620     | CFV3V                 | nee        | |  |
| HLV 64.045   | NMBS                  | nee        | |  |
| HLV 64.169   | TSP                   | ja         | Heeft nooit in commerciële dienst in België gereden (daarom nummer 169), maar afkomstig uit Roemenië als CFR 230.084. De locomotief werd gebouwd door Henschel in 1921 met bouwnummer 18939. Door TSP verbouwd tot een Belgische type 64. |  |

## Elektrische tractie
| Aanduiding | Locatie/ Organisatie | Rijvaardig | Opmerking |  |
| ---------- | -------------------- | ---------- | --------- |  |
| HLE 1503   | Train World          |            |           |  |
| HLE 1504   | TSP                  |            |           |  |
| HLE 1608   | TSP                  |            |           |  |
| HLE 1602   | NMBS TW Melle        |            |           |  |
| HLE 1805   | TSP                  |            |           |  |
| HLE 2021   | TSP                  |            |           |  |
| HLE 2201   | TSP                  |            |           |  |
| HLE 2309   | TSP                  |            |           |  |
| HLE 2629   | TSP                  |            |           |  |
| HLE 2801   | TSP                  |            |           |  |
| HLE 2913   | TSP                  |            |           |  |

## Dieseltractie

### Motorwagens
| Aanduiding | Locatie/ Organisatie         | Rijvaardig | Opmerking |  |
| ---------- | ---------------------------- | ---------- | --------- |  |
| AR 551.26  | TSP                          |            |           |  |
| AR 551.48  | Train World                  |            |           |  |
| AR 553.12  | Stoomcentrum Maldegem        | nee        |           |  |
| AR 4006    | TSP                          |            |           |  |
| AR 4302    | Stoomtrein Dendermonde-Puurs | nee        |           |  |
| AR 4403    | Stoomcentrum Maldegem        | ja         |           |  |
| AR 4405    | Stoomcentrum Maldegem        | nee        |           |  |
| AR 4333    | TSP                          |            |           |  |
| AR 4506    | TSP                          |            |           |  |
| AR 4602    | TSP                          |            |           |  |
| AR 4605    | TSP                          |            |           |  |
| AR 4614    | Stoomtrein Dendermonde-Puurs | nee        |           |  |
| AR 4618    | TSP                          |            |           |  |
| AR 4906    | TSP                          |            |           |  |

### Locomotieven
| Aanduiding  | Locatie/ Organisatie | Rijvaardig | Opmerking |  |
| ----------- | -------------------- | ---------- | --- |  |
| HLD 5120    | CFV3V                |            | |  |
| HLD 5128    | TSP                  | ja         | |  |
| HLD 5149    | TSP                  | ja         | |  |
| HLD 5183    | TSP                  | ja         | gehomologeerd door Infrabel om op het nationale spoorwegnet te mogen rijden.                                   |  |
| HLD 5205    | TSP                  | ja         | |  |
| HLD 202.020 | TSP                  | ja         | gehomologeerd door Infrabel om op het nationale spoorwegnet te mogen rijden.                                   |  |
| HLD 5922    | Tubize 2069 vzw      | nee        | Vroeger van de Vennbahn. Staat in Baasrode-Noord bij Stoomtrein Dendermonde-Puurs. Wordt gerestaureerd (2021). |  |
| HLD 5927    | TSP                  | nee        | wordt gerestaureerd                                                                                            |  |
| HLD 201010  | NMBS                 |            | |  |
| HLD 5941    | TSP                  | ja         | gehomologeerd door Infrabel om op het nationale spoorwegnet te mogen rijden.                                   |  |
| HLD 6077    | TSP                  | ja         | Rijvaardig, gerestaureerd in originele kleurstelling, gehomologeerd door Infrabel                              |  |
| HLD 6106    | TSP                  | Ja         | Rijvaardig, niet gerestaureerd, gehomologeerd door Infrabel                                                    |  |
| HLD 6289    | TSP                  |            | wordt gerestaureerd                                                                                            |  |

### Rangeerlocomotieven
| Aanduiding | Locatie/ Organisatie         | Rijvaardig | Opmerking     |  |
| ---------- | ---------------------------- | ---------- | ------------- |  |
| HLR 7304   | CFV3V                        |            |               |  |
| HLR 7408   | Stoomcentrum Maldegem        | ja         |               |  |
| HLR 8040   | Stoomcentrum Maldegem        | ja         |               |  |
| HLR 8228   | Stoomtrein Dendermonde-Puurs | ja         | In privébezit |  |
| HLR 8463   | Stoomtrein Dendermonde-Puurs | nee        |               |  |
| HLR 8467   | Stoomtrein Dendermonde-Puurs | nee        |               |  |
| HLR 8509   | Stoomtrein Dendermonde-Puurs | ja         |               |  |
| HLR 9008   | CFV3V                        |            |               |  |
| HLR 9105   | Stoomtrein Dendermonde-Puurs | nee        |               |  |
| HLR 9131   | Stoomcentrum Maldegem        | ja         |               |  |